# Conophytum minimum
Conophytum minimum es una especie de planta suculenta perteneciente a la familia de las aizoáceas.  Es originaria de Sudáfrica.

## Descripción
Es una pequeña planta suculenta perennifolia de pequeño tamaño que alcanza los 3 cm de altura a una altitud de 800 - 1100   metros en Sudáfrica.
Está formada por pequeños cuerpos carnosos que forman grupos compactos de hojas casi esféricas, soldadas hasta el punto de que sólo una muy pequeña diferencia separan a las dos hojas. En la naturaleza, los grupos de hojas se esconden entre las rocas y en las grietas, que retienen depósitos apreciable de arcilla y arena.

## Taxonomía
Conophytum minimum fue descrita por (Haw.)  N.E.Br. y publicado en Gard. Chron. 1922, Ser. III. lxxi. 307.
Etimología
conophytum: nombre genérico que deriva de las palabras griegas: κωνος (cono) = "cono" y φυτόν (phyton) = "planta".
minimum: epíteto latino que significa "la más pequeña".
Sinonimia
- Sinónimos[3][4]